# Conflits frontaliers entre la Colombie et l'Équateur
Le conflit frontalier colombo-équatorien se réfère à une série de disputes territoriales survenues entre la Colombie et l'Équateur entre la dissolution de la Grande Colombie en 1830 et la signature du traité définitif en 1916.

## Déroulement
L'affrontement se manifeste par différentes crises diplomatiques et affrontements militaires.
Les principales étapes du conflit sont :
- La Guerre colombo-équatorienne, en 1832, qui voit s'affronter militairement la République de Nouvelle-Grenade (actuelle Colombie) et l'Équateur pour la souverainetés des provinces de Pasto, Popayán et Buenaventura.
- La signature des traités de Pasto de 1832 et 1856, qui définissent la partie occidentale de la frontière.
- La Guerre des Suprêmes, en 1839, une guerre civile colombienne impliquant les armées équatoriennes dans la dispute pour la province de Pasto.
- La signature de la "Transacción de Santa Rosa del Carchi", prétendant délimiter la frontière de l'océan Pacifique à l'Amazone.
- L'arbitrage chilien de 1858, tentant de délimiter la zone amazonienne de la frontière.
- Les batailles de Tulcán (es) et Cuaspud (es), au cours de la guerre civile colombienne de 1860, à cause de différends frontaliers et idéologiques.
- Les négociations colombo-équatoriennes de 1875 et 1876, qui ne parviennent pas à un consensus.
- La signature du traité Herrera-García en 1887 entre l'Équateur et le Pérou, rejeté par la Colombie car affectant ses droits dans la région amazonienne et qui conduit à la conférence tripartite de 1894, sans aucun résultat.
- La signature du traité Andrade-Betancourt en 1908, qui établit que la définition de la frontière doit se faire sur la base de la Ley de División Territorial de 1824.
- La signature du traité Muñoz Vernaza-Suárez, en 1916, qui définit la frontière définitive entre les deux pays.